# Yamamuro Kieko

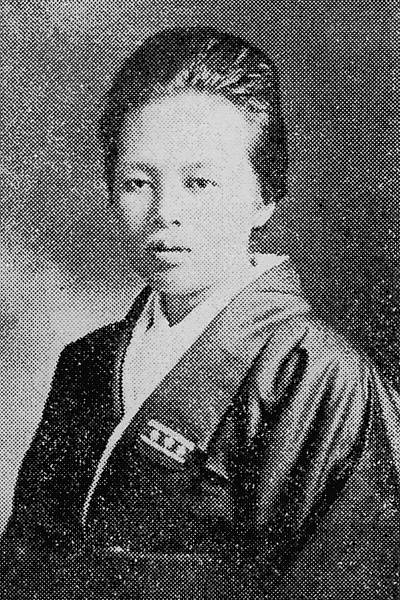
Yamamuro Kieko

Yamamuro Kieko (japanisch 山室 機恵子; geboren 5. Dezember 1874 in Hanamaki (Präfektur Iwate); gestorben 12. Juli 1916) war eine im sozialen Bereich aktive japanische Frau. 

## Leben und Wirken
Yamamuro Kieko wurde als Tochter eines ehemaligen Hatamoto namens Saitō geboren. Im Alter von 18 Jahren zog sie nach Tokio und trat in die Meiji-Mädchenschule (明治女学校, Meiji Jogakkō) ein. Sie war noch Studentin, als sie von dem kirchlich engagierten Uemura Masahisa getauft wurde. Nach ihrem Abschluss an der Meiji-Mädchenschule im Jahr 1895 half sie bei der Bearbeitung von der Zeitschrift „Jogaku Zasshi“ (女学 雑誌), während sie als Lehrerin arbeitete.
Zu dieser Zeit lernte Kieko einen Heilsarmeeoffizier kennen, der nach Japan kam und der sie für seine Arbeit gewinnen konnte. 1899 heiratete sie Yamamuro Gumpei, der sich ebenfalls in der Heilsarmee engagierte. 1900 eröffnete sie eine Rehabilitationseinrichtung für entlassene Prostituierte, das „Tōkyō fujin hōmu“ (東京婦人ホーム), und übernahm dessen Leitung.
Während des Ernteausfalls 1901 in Nordostjapan, dem „Tōhoku kyōsaku“, kümmerte sie sich um die dort ihr anvertrauten Mädchen. Sie plante auch den Aufbau einer Tuberkulose-Klinik, scheiterte aber mit ihrer Spendenaktion.
Mit Yamamuro Gumpei hatte sie sechs Kinder, darunter die Pädagogin Yamamuro Tamiko und den Offizier der Heilsarmee Yamamuro Buho (山室 武甫; 1902–1982).